# 木村庄三郎
木村庄三郎（きむら しょうざぶろう）は、大相撲の行司名跡の一つ。

## 解説
この名跡は、主に立浪一門の部屋に所属する行司が襲名する事が多い。6代目は、木村姓から式守伊之助（10代）を襲名した最初の行司（のち17代木村庄之助）である。
6代目の弟子で「ひげの伊之助」で知られる19代式守伊之助（立浪部屋所属）が8代目、8代目の弟子の31代木村庄之助（立浪部屋所属）が9代目を襲名。のちに立行司に昇進。2003年1月、8代目の弟子で9代目の兄弟子の27代木村庄之助の弟子（つまり9代目の甥弟子）である37代木村庄之助（大島部屋所属）が10代目を襲名し、立行司昇進の直前まで名乗った。
2025年1月から、二所ノ関一門の田子ノ浦部屋に所属する木村隆男が11代目を襲名した。
初代（1811年襲名）以前、正徳年間（1711年～1715年）に存在した木村庄三郎は、中立姓の流れをくむ木村家の正三郎・庄三郎とは別系の人物。

## 歴代
- 4代　→ 15代木村庄之助
- 6代　→ 17代木村庄之助
- 8代　→ 19代式守伊之助
- 9代　→ 31代木村庄之助
- 10代　→ 37代木村庄之助
- 11代